# Сорочка (приток Вытебети)
Сорочка — река в России, протекает в Ульяновском районе Калужской области. Правый приток Вытебети.

## География
Река Сорочка берёт начало у деревни Ивановка. Течёт на северо-запад через населённые пункты Уколица, Сорокино, Милюгановский. Устье реки находится у деревни Дурнево в 22 км по правому берегу реки Вытебеть. Длина реки составляет 17 км, площадь водосборного бассейна — 93 км². 

### Притоки (км от устья)
- 3,8 км: река Одронка (пр)

## Данные водного реестра
По данным государственного водного реестра России относится к Окскому бассейновому округу, водохозяйственный участок реки — Ока от города Белёв до города Калуга, без рек Упа и Угра, речной подбассейн реки — бассейны притоков Оки до впадения Мокши. Речной бассейн реки — Ока.
По данным геоинформационной системы водохозяйственного районирования территории РФ, подготовленной Федеральным агентством водных ресурсов:
- Код водного объекта в государственном водном реестре — 09010100512110000020148
- Код по гидрологической изученности (ГИ) — 110002014
- Код бассейна — 09.01.01.005
- Номер тома по ГИ — 10
- Выпуск по ГИ — 0